# Ranunculus constantinopolitanus
Ranunculus constantinopolitanus (DC.) d'Urv. – gatunek rośliny z rodziny jaskrowatych (Ranunculaceae Juss.). Występuje naturalnie w południowo-wschodniej Europie oraz zachodniej Azji. 

## Rozmieszczenie geograficzne
Rośnie naturalnie w Grecji, Bułgarii, Rumunii, na Krymie, Cyprze, w Turcji, Syrii, Libanie, północnej części Izraela, na Kaukazie, w Iraku oraz Iranie. Na Cyprze ma status gatunku autochtonicznego. Występuje tylko w północnej części wyspy. W Izraelu występuje powszechnie w dolinie Hula, natomiast jest rzadko spotykany w Górnej Galilei i na Wzgórzach Golan. W Turcji rośnie powszechnie na całym obszarze kraju. 

## Morfologia
PokrójBylina o lekko owłosionych pędach. Dorasta do 20–70 cm wysokości.
LiścieSą trójdzielne. Mają kształt od półokrągłego do pięciokątnego. Mierzą 0,5–1,5 cm długości oraz 1–2,5 cm szerokości. Są mniej lub bardziej owłosione. Ogonek liściowy jest lekko owłosiony i ma 5–10 cm długości.
KwiatySą zebrane w wiechy. Pojawiają się na szczytach pędów. Są żółtego koloru. Mają 5 podłużnie owalnych działek kielicha, które dorastają do 5–8 mm długości. Mają 7 owalnych płatków o długości 8–14 mm.
OwoceNagie niełupki o długości 4–5 mm. Tworzą owoc zbiorowy – wieloniełupkę o kulistym kształcie.

## Biologia i ekologia
Rośnie trawiastych i skalistych zboczach. Występuje na wysokości od 2000 do 3000 m n.p.m. Kwitnie od kwietnia do czerwca.